# Collegio plurinominale Marche - 01 (Senato della Repubblica)
Il collegio elettorale plurinominale Marche - 01 è un collegio elettorale plurinominale della Repubblica Italiana per l'elezione del Senato.

## Territorio
Come previsto dalla legge elettorale italiana del 2017, il collegio è stato definito tramite decreto legislativo all'interno della circoscrizione Marche.
Il collegio corrisponde all'intera regione Marche e contiene i due collegi uninominali Marche - 01 (Ascoli Piceno) e Marche - 02 (Ancona).
Fino al 2020 conteneva i tre collegi uninominali Marche - 01 (Pesaro), Marche - 02 (Ancona) e Marche - 03 (Ascoli Piceno).

## XVIII legislatura

### Risultati elettorali
| Liste          | Liste                                       | Proporzionale | Proporzionale | Proporzionale | Maggioritario | Maggioritario | Maggioritario |  |
| Liste          | Liste                                       | Voti          | %             | Seggi         | Voti          | %             | Seggi         |  |
| -------------- | ------------------------------------------- | ------------- | ------------- | ------------- | ------------- | ------------- | ------------- |  |
|                | Movimento 5 Stelle                          | 289 374       | 35,22         | 2             | 289 374       | 35,22         | 3             |  |
|                | Lega                                        | 144 623       | 17,60         | 1             | 270 962       | 32,98         | –             |  |
|                | Forza Italia                                | 81 485        | 9,92          | 1             | 270 962       | 32,98         | –             |  |
|                | Fratelli d'Italia                           | 37 758        | 4,60          | –             | 270 962       | 32,98         | –             |  |
|                | Noi con l'Italia – UDC                      | 7 096         | 0,86          | –             | 270 962       | 32,98         | –             |  |
|                | Partito Democratico                         | 180 032       | 21,91         | 1             | 201 544       | 24,53         | –             |  |
|                | +Europa                                     | 14 450        | 1,76          | –             | 201 544       | 24,53         | –             |  |
|                | Italia Europa Insieme                       | 4 126         | 0,50          | –             | 201 544       | 24,53         | –             |  |
|                | Civica Popolare                             | 2 936         | 0,36          | –             | 201 544       | 24,53         | –             |  |
|                | Liberi e Uguali                             | 23 117        | 2,81          | –             | 23 117        | 2,81          | –             |  |
|                | Potere al Popolo!                           | 7 684         | 0,94          | –             | 7 684         | 0,94          | –             |  |
|                | CasaPound                                   | 7 669         | 0,93          | –             | 7 669         | 0,93          | –             |  |
|                | Il Popolo della Famiglia                    | 7 066         | 0,86          | –             | 7 066         | 0,86          | –             |  |
|                | Partito Comunista                           | 5 683         | 0,69          | –             | 5 683         | 0,69          | –             |  |
|                | Italia agli Italiani (FN - MSFT)            | 4 546         | 0,55          | –             | 4 546         | 0,55          | –             |  |
|                | Partito Valore Umano                        | 2 137         | 0,26          | –             | 2 137         | 0,26          | –             |  |
|                | Lista del Popolo per la Costituzione        | 874           | 0,11          | –             | 874           | 0,11          | –             |  |
|                | Per una Sinistra Rivoluzionaria (PCL - SCR) | 871           | 0,11          | –             | 871           | 0,11          | –             |  |
| Totale         | Totale                                      | 821 527       | 100           | 5             | 821 527       | 100           | 3             |  |
|                |                                             |               |               |               |               |               |               |  |
| Schede bianche | Schede bianche                              | 10 052        | 1,19          |               |               |               |               |  |
| Schede nulle   | Schede nulle                                | 13 153        | 1,56          |               |               |               |               |  |
| Votanti        | Votanti                                     | 844 732       | 77,08         |               |               |               |               |  |
| Elettori       | Elettori                                    | 1 095 884     |               |               |               |               |               |  |

### Eletti

#### Eletti nei collegi uninominali
| Collegio uninominale | Eletto | Eletto                | Partito |
| -------------------- | ------ | --------------------- | ------- |
| 1. Pesaro            |        | Donatella Agostinelli | M5S     |
| 2. Ancona            |        | Mauro Coltorti        | M5S     |
| 3. Ascoli Piceno     |        | Giorgio Fede          | M5S     |

#### Eletti nella quota proporzionale
| Movimento 5 Stelle               | Partito Democratico | Lega                | Forza Italia   |
| -------------------------------- | ------------------- | ------------------- | -------------- |
|                                  |                     |                     |                |
| Sergio Romagnoli Rossella Accoto | Francesco Verducci  | Giuliano Pazzaglini | Andrea Cangini |

1. ↑  In data 21.07.2022 aderisce al gruppo misto, non iscritti.

## XIX legislatura

### Risultati elettorali
|                               | Fratelli d'Italia                                       | 224 466   | 29,49 | 1 | 340 986 | 44,80 | 2 |  |  |
|                               | Lega per Salvini Premier                                | 60 793    | 7,99  | – | 340 986 | 44,80 | 2 |  |  |
|                               | Forza Italia                                            | 49 751    | 6,54  | – | 340 986 | 44,80 | 2 |  |  |
|                               | Noi Moderati                                            | 5 976     | 0,79  | – | 340 986 | 44,80 | 2 |  |  |
|                               | Partito Democratico - Italia Democratica e Progressista | 151 772   | 19,94 | 1 | 200 457 | 26,34 | – |  |  |
|                               | Alleanza Verdi e Sinistra                               | 24 778    | 3,26  | – | 200 457 | 26,34 | – |  |  |
|                               | +Europa                                                 | 20 335    | 2,67  | – | 200 457 | 26,34 | – |  |  |
|                               | Impegno Civico – Centro Democratico                     | 3 572     | 0,47  | – | 200 457 | 26,34 | – |  |  |
|                               | Movimento 5 Stelle                                      | 104 964   | 13,79 | 1 | 104 964 | 13,79 | – |  |  |
|                               | Azione - Italia Viva                                    | 56 490    | 7,42  | – | 56 490  | 7,42  | – |  |  |
|                               | Italexit                                                | 20 021    | 2,63  | – | 20 021  | 2,63  | – |  |  |
|                               | Italia Sovrana e Popolare                               | 10 445    | 1,37  | – | 10 445  | 1,37  | – |  |  |
|                               | Unione Popolare                                         | 10 021    | 1,32  | – | 10 021  | 1,32  | – |  |  |
|                               | Partito Comunista Italiano                              | 8 647     | 1,14  | – | 8 647   | 1,14  | – |  |  |
|                               | Vita                                                    | 6 334     | 0,83  | – | 6 334   | 0,83  | – |  |  |
|                               | Alternativa per l'Italia (PdF - Exit)                   | 2 734     | 0,36  | – | 2 734   | 0,36  | – |  |  |
| Totale                        | Totale                                                  | 761 099   | 100   | 3 | 761 099 | 100   | 2 |  |  |
|                               |                                                         |           |       |   |         |       |   |  |  |
| Voti non validi               | Voti non validi                                         | 35 951    | 4,51  |   |         |       |   |  |  |
| Votanti                       | Votanti                                                 | 797 050   | 68,39 |   |         |       |   |  |  |
| Elettori                      | Elettori                                                | 1 165 397 |       |   |         |       |   |  |  |
|                               |                                                         |           |       |   |         |       |   |  |  |
| Data: 25 settembre 2022       |                                                         |           |       |   |         |       |   |  |  |
| Fonte: Ministero dell'interno |                                                         |           |       |   |         |       |   |  |  |

### Eletti

#### Eletti nei collegi uninominali
Eletti nella coalizione di centro-destra (FdI - Lega - FI - NM)
| Collegio uninominale | Eletto | Eletto          | Partito           |
| -------------------- | ------ | --------------- | ----------------- |
| 1. Ascoli Piceno     |        | Elena Leonardi  | Fratelli d'Italia |
| 2. Ancona            |        | Antonio De Poli | Unione di Centro  |

#### Eletti nella quota proporzionale
| Fratelli d'Italia | Partito Democratico-IDP | Movimento 5 Stelle |
| ----------------- | ----------------------- | ------------------ |
|                   |                         |                    |
| Guido Castelli    | Alberto Losacco         | Roberto Cataldi    |